# 青丘 (古地名)
青丘，中國古地名，《山海經·南山經》載：“又東三百里，曰青丘之山，其陽多玉，其陰多青雘”。《歸藏·啟筮》載：“蚩尤出自羊水，八肱、八趾、疏首，登九淖以伐空桑，黃帝殺之於青丘”。春秋地名。《元和郡县志》记载，“齐景公有马千驷，田于青丘”，故将青丘改名为“千乘”。千乘，今高青县。

## 地理位置

### 山东省
青丘就是在山东西南部的菏泽。中国自古就有分野的说法，即天上的二十八宿和人间的地域相对应，而二十八宿又与一动物对应，比如室火猪，心月狐，即室宿的分野是猪，心宿的分野是狐。而室宿的分野是河南的北部，河南北部古代就有一个豕韦国，是一“豕”为图腾的国家；以此类推，那么心宿的分野是以狐狸为图腾的国家，而心宿的分野是宋国，即是河南的东部，山东西部的菏泽一带。
青丘国顾名思义是以丘为地貌的地方，尽管古代地形发生了沧海桑田的变化，但是翻开古代的地图，依然在此地听到许多以丘命名的地方，比如商丘、蔡丘、犬丘、楚丘、陶丘等等，更让人惊奇的事情是，据《左传》记载，菏泽东明县一带竟然有一个青丘，是著名青丘会盟的地方。可见菏泽、商丘一带古代是以丘陵为地貌的地方。
据《太平寰宇记》和《元和郡县志》均载：“旧传初置县在濮水南，常为神狐所穿穴，遂移（城）濮水北，故曰离狐。”而古代的离狐县在山东省菏泽市一带，至少到唐代这里依然是神狐出没的地方。
青丘与涂山，涂山历史悠久，是涂山氏族的发源地。相传涂山便是今菏泽市曹县境内之前，古称涂山，今称土山集（“涂”通 “土”）。大禹治水时，往来于涂山一带，在路上遇到涂山氏女，相传涂山氏女便是一只九尾狐，两人一见钟情，禹想到自己三十岁还没成婚，治水回来一定要娶此女子为妻。禹治水回来又见到在此等待的涂山氏女，于是与其在桑台（景山，后改楚丘，皆在今山东曹县境内）成婚。婚后四日，禹即受命外出继续治水。《吕氏春秋·音初》记曰：“禹行功，见涂山之女。禹未之遇而巡省南土，涂山氏之女乃命其妾候于涂山之阳。涂山便在今菏泽市曹县土山集。

### 江苏市
青丘又叫青丘浦，就在苏州工业园区胜浦镇青秋浦一带。时至今日，这里南北向的河道依然叫“浦”，东西向的河道依然叫“塘”。

### 辽宁省
“青丘”是今大连地区地名最早见于史书的文字记载。这应是距今约4000年左右，今大连地区与今山东烟台地区海上航线往来活动的结果。西周始于公元前11世纪终于公元前771年，照此算来，距今3000多年前或更早，今大连地区便有了地名。“青丘”这一大连古代地名的出现，要比汉时称“三山”、唐时称“青泥浦”“青泥洼”的说法早1000多年。

## 延伸阅读
[在维基数据编辑]
 《欽定古今圖書集成·方輿彙編·邊裔典·青丘部》，出自陈梦雷《古今圖書集成》
山海经．湖南长沙：岳麓书社，2007年 吕氏春秋 | 论 卷第二十二 | 吕不韦著 | ．- 中国古籍全录，秦汉魏晋南北朝诗 | 晋诗卷十七 | 逯钦立著 | ．- 中国古籍全录